# Ornithogalum ponticum
Ornithogalum ponticum är en sparrisväxtart som beskrevs av Constantine Zahariadi. Ornithogalum ponticum ingår i släktet stjärnlökar, och familjen sparrisväxter. Inga underarter finns listade i Catalogue of Life.